# フジテレビワンツーネクスト

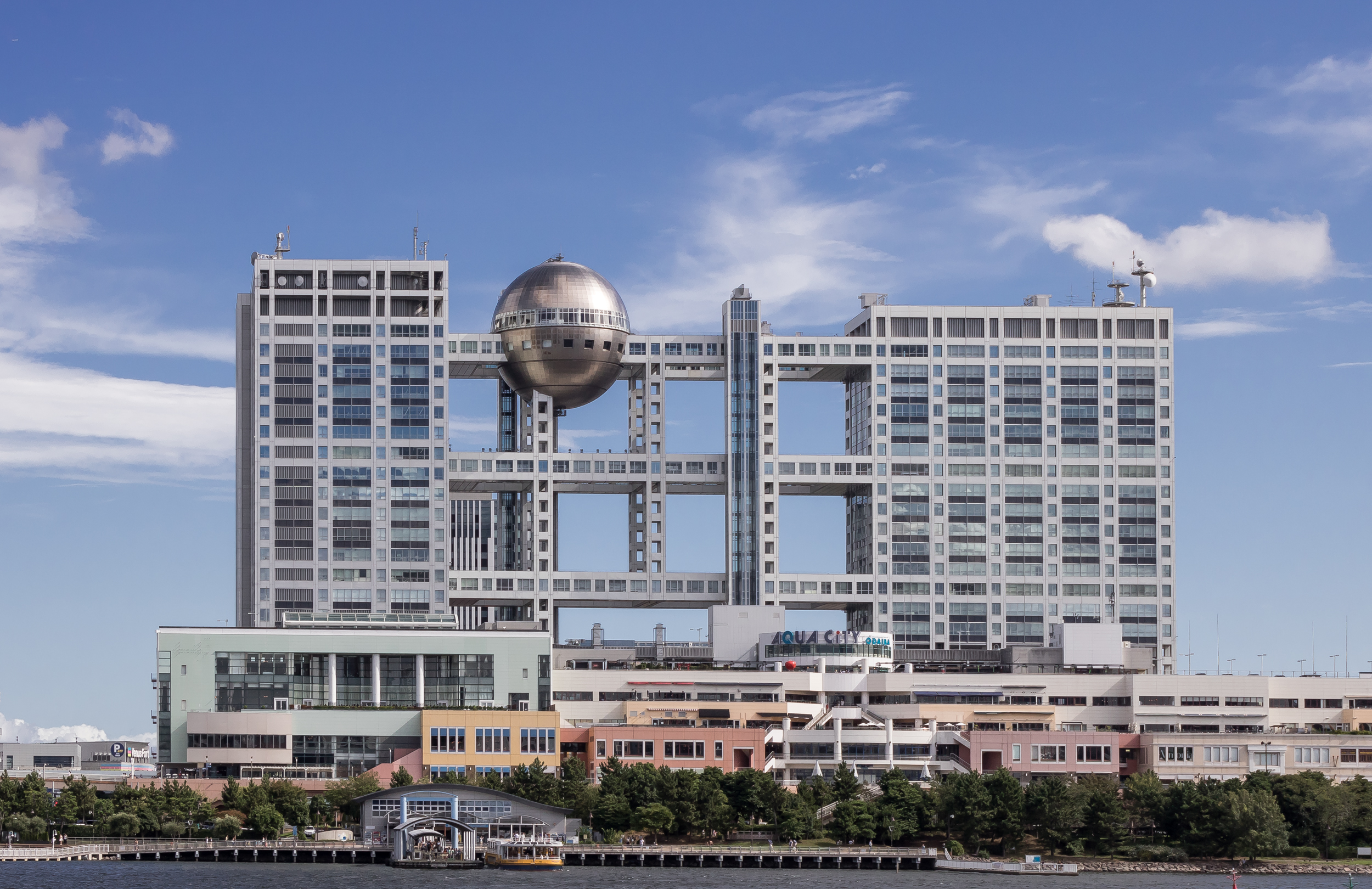
フジテレビ本社ビル（FCGビル）

フジテレビONE TWO NEXT（フジテレビ ワン ツー ネクスト）は、フジテレビジョンが運営するテレビ放送の専門チャンネルの総称である。

## 概要
現在、3つのチャンネルを運営している。各チャンネルの詳細はそれぞれの項目を参照。
- フジテレビONE スポーツ・バラエティ（フジテレビワン スポーツ・バラエティ、以下ONE）
  - 1999年4月1日、「フジテレビ739」（フジテレビななさんきゅう、以下739）として開局。
  - 2009年4月1日、「フジテレビONE」にチャンネル名を改称。
  - 2012年4月1日、「フジテレビONE スポーツ・バラエティ」にリニューアルした。
  - チャンネルロゴは人差し指を立てた左手。色は青。
  - スカパー!プレミアムサービスではCh.614は「フジテレビONE（HD）」、Ch.739は「フジテレビONE（SD）」と区別されていた。

- フジテレビTWO ドラマ・アニメ（フジテレビツー ドラマ・アニメ、以下TWO）
  - 1998年4月25日、「フジテレビ721」（フジテレビななにいち、以下721）として開局。同年7月1日有料放送開始。
  - 2009年4月1日、「フジテレビTWO」にチャンネル名を改称。
  - 2012年4月1日、「フジテレビTWO ドラマ・アニメ」にリニューアルした。
  - チャンネルロゴは人差し指と中指を立てた左手。色は赤。
  - スカパー!プレミアムサービスではCh.615は「フジテレビTWO（HD）」、Ch.721は「フジテレビTWO（SD）」と区別されていた。

- フジテレビNEXT ライブ・プレミアム（フジテレビネクスト ライブ・プレミアム、以下NEXT）
  - 2008年4月1日、「フジテレビCSHD」（フジテレビシーエスエイチディー、以下CSHD）として開局。2009年4月1日有料放送開始。
  - 2009年4月1日、「フジテレビNEXT」にチャンネル名を改称。
  - 2012年4月1日、「フジテレビNEXT ライブ・プレミアム」にリニューアルした。
  - チャンネルロゴは親指と人差し指を伸ばして右方を指す左手。色は緑。
  - スカパー!プレミアムサービスではCh.613は「フジテレビNEXT（HD）」、Ch.704は「フジテレビNEXT（SD）」と区別されていた。

フジテレビが番組供給事業者としてスカパー!プレミアムサービス（衛星一般放送事業者はスカパー・エンターテイメント）、スカパー!（衛星基幹放送事業者は系列企業のサテライト・サービス）およびケーブルテレビへのチャンネル配信を行っている。
ONE・TWOについては単独でのチャンネル契約はできず、スカパー!ではONE・TWO・NEXTの3チャンネル（月額1500円（税別））のセットかONE・TWOの2チャンネル（月額1000円（税別））のセット加入契約、もしくは各種セット・パックでの契約となる。NEXTについては単独契約が可能（月額1200円（税別）。ベーシック系パック、Jリーグ系セット、ONE・TWOセット（スカパー!のみで、これが適用されるとプレミアムサービスの3チャンネルセットと同額の1500円（税別））との割引あり）。
ケーブルテレビでは3チャンネルともオプションチャンネル扱いとなる局が多かったが、JCNでは2009年4月1日から基本料金のみでONE・TWOが視聴できるようになったのをはじめ、2010年4月1日からJ:COM（J:COM TV デジタル）やeo光テレビ（プレミアムHD）でもONE・TWOがベーシックチャンネルに組み込まれている。その他ケーブルテレビでもONE・TWOのハイビジョンチャンネルは基本料金パックに含まれることが多くなっている。一方でNEXTはほぼすべてのケーブルテレビでオプションチャンネルである。
なお、在京5大キー局で唯一、ニュース・報道番組の専門チャンネルが放送されていない。報道番組は開始当初から2009年3月31日までは「フジテレビ739」（ONEの前身）、同4月1日から2012年3月23日までは「フジテレビTWO」（721改め）で、地上波で放送されたものをディレイ放送していたが、チャンネルの再々編（2012年4月1日より上記に再編）の実施によりフジテレビCSでの報道番組の放送は廃止された。2015年4月にはフジテレビ初の報道専門チャンネル「ホウドウキョク24」が開局したが、NOTTVおよびフジテレビオンデマンドでのみ視聴可能である。
また、チャンネルロゴは、地上波・BSのロゴを使用せず、独自のロゴを使用する。

### 放送終了したチャンネル
- 「ディノスチャンネル」（2003年3月18日開局、2007年12月31日放送終了）
  - 旧名称・フジテレビ.ディノス（2006年10月1日より名称変更）。ディノスと提携したショッピング専門チャンネル。無料視聴可能だったが、2007年12月31日（e2 by スカパー!（現・スカパー!e2）では同年3月31日）をもって放送終了した[4]。

## 沿革
1997年5月、フジテレビジョン（現・フジ・メディア・ホールディングス）はソニーとともにニューズ・コープとソフトバンクによって設立された衛星放送プラットフォーム・ジェイ・スカイ・ビー（JスカイB）（1998年5月に日本デジタル放送サービス（現・スカパーJSAT）と合併）にイコールパートナーとして資本参加する。
JスカイB株主各社が出資した番組供給会社であるスカイエンターテイメント（現・ジェイ・スポーツ（J SPORTS））に番組を供給するとともに1998年には自ら委託放送事業者としてスカパー!・SKYサービスで2チャンネル分の認定を受け同年4月25日に「フジテレビ721」（Ch.721）、翌1999年4月1日には「フジテレビ739」（Ch.739）の放送を開始する。
2000年、スカイエンターテイメントの再編に伴い同社が運営していた日本映画専門チャンネル、時代劇専門チャンネルの受け皿となる新会社日本映画衛星放送に出資するとともに同年3月で放送終了した『北野チャンネル』の受け皿として721で『チャンネル北野』（2005年4月より「チャンネル北野eX」に番組名変更）の放送を開始する。
2002年に放送開始したスカイパーフェクTV!2（現・スカパー!）ではフジテレビが出資するサテライト・サービスで3チャンネル分を確保、721・739に加えて翌2003年3月18日にはテレビショッピング専門チャンネル「フジテレビ.ディノス」（2006年10月1日に「ディノスチャンネル」に改称）を放送開始。のちにスカパー!でも放送を開始したが、2007年12月31日に放送終了している。
2003年7月1日より、映像・音声情報の伝送容量が2チャンネルの合計で11Mbps（単体では最大7Mbps）の放送が可能となった。それまでは約4Mbps・合計約8Mbpsだった。
2005年5月1日より、視聴料を月額735円から1050円（いずれも税込）に改定。
2007年6月、CS事業部はデジタルコンテンツ局ペイTV事業センターに改組。
2008年4月1日、スカパー!で民放キー局主体でのCSによる初のハイビジョンチャンネルとなる「フジテレビCSHD」の放送を開始。同年10月にはスカパー!HDでの放送も開始している。2009年3月末まではキャンペーンとして、スカパー!で721・739の両チャンネル契約者（「e2基本パック」契約者含む）、およびスカパー!HD契約者であれば無料で視聴可能であった。
2009年4月1日、大規模なチャンネル再編を実施。
- チャンネル名変更
  - フジテレビONE
  - フジテレビTWO
  - フジテレビNEXT
- スカパー!（スカパー!SD）で「フジテレビNEXT（SD）」（Ch.704）の放送を開始（スカパー!HD・Ch.613は「フジテレビNEXT（HD）」）。
- ONE・TWOのケーブルテレビ向けハイビジョン配信[6]を開始。
  - スカパー!HDでのハイビジョン放送開始はONEが2009年5月1日、TWOが2009年10月1日。
  - eo光テレビではONE・TWOとも2009年5月1日に放送開始。
  - J:COMではONE・TWOとも2009年7月1日に放送開始。
  - JCNではONE・TWOとも2009年10月1日に放送開始。

なお2009年4月1日の0:00〜9:00の放送休止の間に既に地上波（アナログ・デジタル）で2008年12月から先行運用を開始した地上波・BS・CSの3波統合型マスター（東芝製）に切り替えられ（第1段階は地上波。第2段階はCS放送。第3段階はBS放送の順に切替）、スカパー!でのONE・TWOの放送は全番組が16:9フルサイズのSD放送（4:3SD収録の番組・CMはすべて額縁放送。NEXTはこれまでどおりハイビジョン放送）となる。また、チャンネルロゴ表示の表示位置が右下から右上（地上・BSデジタル放送と同様で16:9での固定表示。CM中のみ消去）に変更された。スカパー!SDでのONE・TWOの放送は基本的に4:3ノーマルサイズで放送し、ハイビジョン制作の一部番組ではレターボックス放送となっている（4:3ノーマルサイズの場合はウォーターマークは表示されない）。なお、NEXT（SD）もレターボックス放送となっている。
2010年6月、デジタルコンテンツ局とライツ開発局が統合、クリエイティブ事業局に改組されたことに伴い、ペイTVセンターもクリエイティブ事業映像センターに改組。
2012年4月1日、複数のチャンネルに跨っていた番組編成を、チャンネルでジャンル分けを行うリニューアルを実施。ただし、プロ野球中継が同一時間帯で2試合重なる時（ヤクルトのホームゲームとフジテレビ系列局が放送権を持つ中日・阪神・広島の対巨人戦の中継が重なる時）など編成上の関係で本来のチャンネルで放送できない場合は従来どおり別のチャンネルで振替放送を行う。
2012年9月28日、衛星基幹放送におけるNEXTの放送事業者がスカパー・エンターテイメントからONE・TWOの放送事業者であるサテライト・サービスに移管。これにより同じ物理チャンネルで放送しているONE・TWOとの伝送量の調整が可能 となり、スカパー!にてONE・TWOのハイビジョン放送を開始した。その後、ごく一部の番組に限られているが字幕放送も実施するようになった。
2016年12月1日、スカパー!プレミアムサービスの衛星一般放送事業者がスカパー・ブロードキャスティングからスカパー・エンターテイメントに変更。

## フジテレビワンツーネクスト共通の概要
- 通常番組では原則、地上波時差放送番組も含めて提供クレジットは一切表示されない。また、番組中のCMも2025年2月以降のフジテレビ（関東地上波）と同様に原則放送されない（地上波では映画予告編もしくはACの広告キャンペーンを放送、そのため、地上波番組の時差放送・再放送は地上波より5-10分程度放送枠が短い）。番組によってはパーティシペーション扱いのコマーシャルが流れている（F1中継におけるトヨタ自動車など）。ただしCSオリジナルドラマ『GIRLFRIENDS』のみ明治製菓の一社提供となっており、提供クレジットが流れている。
- ジャンル別のスポーツニュースは「〜ニュース」（例『プロ野球ニュース』）、トーク番組については「〜TV」（例『武豊TV!』）というタイトルとなることが多い。
- ペイTV事業センターでは専用スタジオを1箇所（VGスタジオ・HD対応）しか確保しておらず、オリジナル番組のほぼ全ての生放送・収録番組を同じスタジオで背景パネルのみ張り替えて放送している。そのほかF1中継など、カメラマンがいない番組も存在する（3台のカメラが据え置きされている）。ただ、『アイドリング!!!』などのように地上波・BSの汎用スタジオを使用することもある。
- 番組の間にはフィラーとしてサザンオールスターズの『TSUNAMI』をバックに江ノ電、小泉今日子の『丘を越えて』に浅草寺、Kiroroの『ラン ラン ラン』に町田リス園などの環境映像が流れている（かつてのフジテレビのフィラー「JOCX-TVフィラー」に似ている。4:3SD収録）。
- 地上波で過去に放送された番組の放送では権利上の都合により放送出来ない回、もしくは一部の場面がカットされる（一部のスタッフロールやプレゼント応募のコーナーでのあて先テロップなどにボカシがかけられる）場合がある。
- CSでのみ放送されるオリジナル番組でも、ワンツーネクストはフジテレビの事業部扱いのため、制作はフジテレビ単体でクレジットされている（番組によっては目玉マークを表示しないものもある）。
- CM中に随時流れる局名告知（ジャンクション）ではフジテレビアナウンサーが顔出しして「フジテレビONE・TWO・NEXT」とチャンネルロゴのポーズを決めて局名告知をしている（アナウンサーのほぼ全員が担当。登場するのは1人。登場するアナウンサーはその時の流れる映像で毎回変わる）。
- アニメ番組に関してはフジテレビ系列で放映された（『ONE PIECE』のように現在放映中のものもあり）作品はもちろん、『YAWARA!』・『グラップラー刃牙』・『無敵超人ザンボット3』・『ギャラリーフェイク』のような同系列以外の放送局で放映されていた作品もラインナップされている。
- CS放送の送出マスターが地上波・BS波（BSフジ）と一体化しているため、緊急地震速報テロップ（NHKと同じチャイム音が4回鳴るのみ）や津波注意報・津波警報・大津波警報の発令域テロップは地上波・衛星波の全てのチャンネルで同時に表示される。地上波では関東地方で強いゆれが予測される場合のみ表示されるが、CS放送ではBSフジと同様、全国規模での表示となっている。民放キー局自社運営によるCS放送チャンネル全波で速報テロップ表示を行っているのはCSのニュース専門チャンネルを持たないフジテレビのみである（他の局ではニュース専門チャンネルのみ表示される）。
- 基点の6時をまたぐ番組（海外スポーツ中継など）に関してはシステムの都合上、6時以前と以後で番組表上分割して表示される。EPGではその旨が番組説明に表記されている。

### 721・739・CSHD時代
- ロゴマークは初代は「721」、「739」。2代目はカタカナの「フ」をチャンネルごとに白抜きで囲んだものであった。721が赤、739は青、CSHDは深緑（ディノスチャンネルは緑だった）。
- 編成の都合上、721・739相互で放送チャンネルを入れ替える場合があった（主にスポーツ番組）。
- 番組開始前及び終了後にアイドリング!!!による721・739のch案内CMが流れることがあった。また721・739とCSHDで同時に放送される時は、番組開始前に「このあとの番組は スカパー!HDの613チャンネル スカパー!e2の306チャンネルでは ハイビジョンで放送します」と案内CMが流れることがあった。

## フジテレビワンツーネクストで放送される番組
ここではONE・TWO・NEXTのうち、2つ以上のチャンネルにまたがって放送される番組について記す。それ以外の番組についてはONE・TWO・NEXTの項を参照。

### スポーツ
- F1グランプリ（ステレオ2音声放送あり）NEXT（生中継）・ONE（リピート）
- F1GPニュース　NEXT（生放送）
- Jリーグ YBCルヴァンカップ　ONE・TWO・NEXT（2009年はONE、2010・2011年はTWO、2012年はNEXT中心に中継）
- ゴルフ・アジアンツアーハイライト ONE・NEXT
- 全日本バレーボール高等学校選手権大会  ONE・TWO・NEXT
- エールディヴィジ ONE・TWO・NEXT（2023/2024シーズン第22節より毎節3試合を生中継）[7]

### バラエティ
- ゲームセンターCX　ONE（レギュラー・一部の生放送SP）・NEXT（SP、一挙放送）
- Kiramuneカンパニー　TWO・NEXT

### ドラマ・映画
- フジテレビ製作映画のメイキング番組　ONE・TWO・NEXT

公開初日の舞台挨拶の模様を生中継する作品もある。なおメイキング、初日舞台挨拶は日本映画専門チャンネルでも放送されるほか関西テレビと共同制作された作品（『アンフェア the movie』など）の場合は関西テレビ☆京都チャンネルでも放送された。

### 情報、その他
- 男おばさん+（ブラス）　ONE・TWO・NEXT（2012年4月より「男おばさんL」（TWO・NEXT）にリニューアル）
- 男おばさん×（クロス）　ONE・TWO
- ばら・す　ONE・NEXT
- ラーメンWalkerTV2　ONE・TWO
- あなたと温泉に行ったら…　ONE・NEXT
- 実話怪談倶楽部　ONE・NEXT（NEXTは再放送のみ）

### 過去に放送された番組
- アイドリング!!!　ONE（初回放送）・NEXT
- めざましテレビ Presents 中野美奈子の広人苑、中野美奈子の広人苑2、中野美奈子の広人苑3
- ウゴウゴルーガ（再放送）
- 男おばさん特盛
- モテカワCollection
- アナマガ増刊号
- K-1 WORLD GRAND PRIX（生放送、ステレオ2音声放送あり）
- ビートたけしの21世紀毒談 ONE・TWO

元々は『チャンネル北野』、『チャンネル北野eX』の1コーナーだったが、ワンツーネクスト開始を機に10分間の独立番組となった。
- 温泉へ行こう!→新・温泉へ行こう!→もっと温泉に行こう!　ONE・NEXT
- フリフリSong Book（講師：前田健）　ONE・TWO
- 岸朝子選『東京五つ星の手みやげ』　NEXT（過去ONE・TWOでも放送）
- アイアン・シェフ・アメリカ（料理の鉄人のアメリカ輸出版） ONE・NEXT
- とくダネ!特捜プレミアム　ONE・TWO
- あいのり2　TWO（初回放送）・ONE
- 向谷鉄道倶楽部　NEXT（初回放送）・ONE
  - 向谷鉄道倶楽部presents駅弁倶楽部　NEXT（初回放送）・ONE・TWO いずれのチャンネルも字幕放送を実施。
- カレー番長の華麗なる名店　ONE（初回放送）・NEXT
- NAKED WOLVES（相撲を題材にしたFlashアニメ）　ONE・TWO・NEXT
- 恋なんて贅沢が私に落ちてくるのだろうか?　TWO（初回放送）・ONE・NEXT
- MUSIC SOUP -45r.p.m.（revolution per man）-　ONE・TWO・NEXT
- Jリーグ中継 ONE・TWO[注釈 6]
- ブンデスリーガ　NEXT・ONE（NEXT中心に中継　現在はスポーツライブ+、スカチャン、BSスカパー!にて全試合生中継している）
- セリエA　TWO（2020/2021シーズンに毎節2試合を独占生中継）

## 番組表が掲載されている新聞・雑誌
主にONE+TWOのみ掲載している新聞、テレビ雑誌が多い（ただしテレビ雑誌ではNEXTを掲載しているものもある）。また新聞によってはケーブルテレビの番組表に掲載していることがあり、その場合「有料」がつくことがある。
- 産経新聞（東京本社版、静岡県も含む ※但し、大阪本社版・九州・山口特別版は紙面スペースの関係で非掲載だったが2014年1月6日付より、掲載開始。）
- サンケイスポーツ（東京版）
- スポーツ報知（関東版）
- 北國新聞
- 富山新聞
- 月刊スカパー!プレミアムサービスTVガイド（東京ニュース通信社発行）
- 月刊スカパー!TVガイド BS＋CS（東京ニュース通信社発行）
- デジタルTVガイド（東京ニュース通信社発行）
- 月刊ザハイビジョン（角川マーケティング発行）

など